# 2010 au Sénégal
Chronologie de l'Afrique
2008 au Sénégal - 2009 au Sénégal - 2010 au Sénégal - 2011 au Sénégal - 2012 au Sénégal
2008 par pays en Afrique - 2009 par pays en Afrique - 2010 par pays en Afrique - 2011 par pays en Afrique - 2012 par pays en Afrique - 

## Chronologie

### Janvier 2010

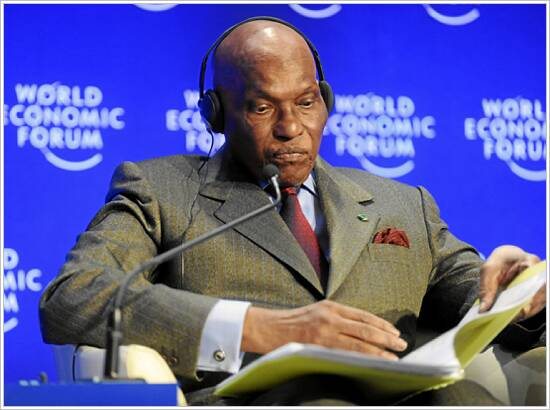
Abdoulaye Wade
(janvier 2009)

- Mercredi 6 janvier 2010 : Le président Abdoulaye Wade a nommé Mamadou Bamba Ndiaye ministre chargé des Affaires religieuses dans un contexte de relations difficiles entre des religieux et le chef de l'État. La création de ce ministère est une première au Sénégal dont 95 % de la population est musulmane et 5 % chrétienne, alors que la Constitution du pays est laïque.
- Jeudi 14 janvier 2010 : Mort à Dakar du poète sénégalais d'origine haïtienne, Lucien Lemoine (86 ans)[1].

- Vendredi 29 janvier 2010 : Plusieurs centaines d'habitants de la Casamance, — 79 familles, soit un total de 579 personnes — région du sud du Sénégal en proie à une rébellion indépendantiste, ont été obligées de « quitter leurs villages par des rebelles » armés du Mouvement des forces démocratiques de Casamance (MFDC, indépendantiste). Les assaillants ont pillé les récoltes et brûlé des cases, pour forcer les habitants à partir. Ces familles, originaires des villages sénégalais de Sanou 1, Sanou 2 et Sanou 3, dans la région de Kolda, sont arrivées ce vendredi à Begene en Guinée-Bissau[2].

### Mars 2010
- Lundi 22 mars 2010, Casamance : Un nouvel accrochage a opposé des soldats en position à Sareyoba à des rebelles indépendantistes à 30 km au sud de Kolda, près de la frontière avec la Guinée-Bissau. Depuis jeudi, trois militaires ont été tués et neuf autres blessés lors d'opérations menées contre les rebelles à une dizaine de kilomètres au sud de Ziguinchor.

- Mardi 23 mars 2010 : L’Assemblée nationale adopte à l’unanimité le projet de loi déclarant l’esclavage et la traite négrière, crimes contre l’humanité[3], devenant ainsi le premier pays africain à se doter d'une telle législation. Selon le président Abdoulaye Wade : « Il s'agit d'une loi mémorielle, d'un devoir de mémoire. C'est une réponse juridique à un fait historique, même lointain, pour montrer l'ampleur de l'horreur et ses conséquences dramatiques sur l'Afrique ». La loi prévoit désormais une commémoration nationale chaque année le 27 avril « correspondant à la date de l'abolition de la traite négrière dans les colonies françaises, le 27 avril 1848, à l'initiative de Victor Schœlcher ».

- Jeudi 25 mars 2010 : Selon le Fonds monétaire international, l'économie du Sénégal, deuxième en importance de l'Afrique de l'Ouest francophone, « devrait amorcer un redressement progressif » en 2010, après deux années de croissance « plus lente qu'à l'accoutumée ». « Le taux de croissance du PIB réel, qui a été de 2 % en moyenne en 2008 et 2009, devrait passer à près de 3,5 % en 2010 ». Mais selon le rapport du FMI, il existe « déficit budgétaire global plus élevé que prévu dans le programme 2009, atteignant 5 % du PIB » ; de plus, les recettes ont été « insuffisantes », en raison principalement des « arriérés d'impôt des entreprises publiques, surtout Sénélec, et des dépenses courantes plus élevées que prévu ». « Une vaste réforme du secteur énergétique doit être mise en œuvre sans délai », « il importe de remédier aux goulots d'étranglement au niveau des approvisionnements énergétiques » car les coupures incessantes d'électricité entravent l'activité économique et sont à l'origine, surtout pendant la saison chaude de mouvements de colère au sein de la population, notamment dans les quartiers déshérités de la banlieue de Dakar[4].

### Avril 2010
- Samedi 3 avril 2010 :
  - Inauguration à Dakar du monument de la « Renaissance africaine » en présence d'une vingtaine de chefs d'État africains. Le président Abdoulaye Wade a appelé à la mise en place des « États-Unis d'Afrique », affirmant que « le temps du décollage était arrivé » pour un continent de plus en plus courtisé pour les richesses de son sous-sol et son marché d'un milliard d'habitants. Ce monument de 52 mètres, construit pas des ouvriers nord-coréens, est plus haut que la statue de la Liberté de New York[5].
  - Un millier de personnes ont manifesté contre ce monument dont le coût est trop élevé pour un pays pauvre et ont demandé le départ du président sénégalais âgé de 84 ans. Des dirigeants de l'opposition se sont associés à cette manifestation dont le chef du Parti socialiste, parti ayant dirigé le Sénégal de 1960 à 2000, Ousmane Tanor Dieng, ainsi que d'anciens premiers ministres comme Moustapha Niasse et Macky Sall.
  - Le président Abdoulaye Wade annonce, à l'occasion du cinquantenaire de l'indépendance du Sénégal, que son pays reprenait à partir du 4 avril à 00H00 (locales et GMT) « toutes les bases militaires antérieurement détenues par la France et entend y exercer sa souveraineté ». La France et le Sénégal sont liés par un accord de défense depuis 1974. Quelque 1 200 militaires français sont « pré-positionnés » à Dakar dans le cadre des « Forces françaises du Cap Vert ».

- Dimanche 4 avril 2010 : Le ministère français de la Défense annonce que des discussions se poursuivent avec Dakar sur le maintien de soldats français au Sénégal, portant sur « les modalités précises de la coopération et notamment l'éventualité du maintien d'un dispositif français plus modeste » qui pourrait prendre « la forme d'une plate-forme opérationnelle de coopération à vocation régionale » et « découlera de ce qui aura été déterminé d'un commun accord avec le Sénégal »[6]. En février, les deux capitales se sont entendues pour fermer ces installations. Paris veut à la place créer un « pôle de coopération militaire à vocation régionale » mais avec seulement 300 militaires. L'impact économique de la présence militaire française au Sénégal pourrait être estimé « entre 25 et 30 millions d'euros »[7].

- Vendredi 9 avril 2010 : Les Pays-Bas accordent au Sénégal un appui budgétaire de 23 millions d'euros pour la protection de l'environnement en 2010 et 2011. Le Sénégal, confronté aux aléas climatiques, a défini cinq priorités dans le domaine de l'environnement : la lutte contre l'érosion côtière et les feux de brousse et la création d'une « Grande muraille verte », un projet censé stopper l'avancée du désert du Sahara du Sénégal à Djibouti. La création d'éco-villages, pour protéger l'environnement en milieu rural, et de bassins de rétention, pour stocker l'eau de pluie, sont les deux autres priorités.

- Lundi 12 avril 2010 :  Ouverture du Salon international des mines à Dakar. Le président Abdoulaye Wade, jugeant « choquante » la misère en Afrique malgré les richesses minières du continent, appelle les pays africains à exploiter leurs ressources minières en commun, pour en diminuer les coûts d'exploitation : « Ça choque l'esprit. Nous avons des mines d'or et de diamant et tout autour, c'est la misère […] Il faut privilégier l'intégration africaine dans les stratégies d'exploitation des mines […] Nous avons surtout intérêt à procéder à l'exploitation de concert […] Nous devons avoir un code de mines unique pour la Cédéao. On se fait une concurrence ruineuse […] Il faut penser aux populations et aux générations futures. Les ressources minières actuelles, nous ne devons pas les dépenser en biens de consommation en les ignorant ». Selon lui, l'exploitation intégrée des mines permettrait aux pays africains de supporter ensemble beaucoup de « coûts communs » liés notamment aux infrastructures. L'Afrique abrite au moins un tiers des richesses minières mondiales. Mais les retombées de l'exploitation minière ne sont généralement pas bénéfiques aux populations africaines dont la majorité vit dans la pauvreté[4].

- Jeudi 15 avril 2010 : La gouverneure générale du Canada, Michaëlle Jean, en visite à Dakar demande au Sénégal d'agir pour régler le problème des « milliers d'enfants livrés à la mendicité » dans le pays, assimilant leur sort à de « l'esclavage ».

- Jeudi 29 avril 2010 : Le conglomérat saoudien Saudi Binladin Group rachète à la société Petrosen (État sénégalais) 34 % des actions de la Société africaine de raffinage, qui exploite l'unique raffinerie du Sénégal  pour 10,6 millions d'euros. L'État conserve encore 46 % et le groupe pétrolier français Total 20 %, mais il est prévu qu'à terme, Saudi Binladin group (SBG) devienne l'actionnaire majoritaire. Un plan d'investissement de 380 millions d'euros est prévu pour étendre de moderniser les installations de la raffinerie afin d'augmenter sa capacité de production.

### Mai 2010
- Vendredi 7 mai 2010 : Ouverture à Dakar de la Biennale de l'art africain contemporain, Dak'Art, une des plus importantes manifestations des arts visuels en Afrique, avec 28 artistes venus de 16 pays[8].

- Dimanche 16 mai 2010 : Le président Abdoulaye Wade met en cause le conseiller Afrique de l'Élysée André Parant, affirmant que la jeune universitaire française Clotilde Reiss aurait pu être libérée « il y a déjà six mois » sans son intervention, le président iranien Mahmoud Ahmadinejad lui avait dès le début « donné son accord » pour la libérer, en tant que président de l'Organisation de la conférence islamique, mais l'Élysée lui aurait demandé de ne pas intervenir[9].

- Lundi 17 mai 2010 : Des journaux sénégalais dénoncent le battage organisé par l'entourage du président Abdoulaye Wade autour de son rôle dans la libération par l'Iran de la Française Clotilde Reiss, sous les termes de « grand bluff des Wade », de « tintamarre sénégalais » et de « diplomatie tout à l'égo »[10].

- Samedi 29 mai 2010 : Recevant l'ambassadrice des États-Unis, Marcia S. Bernicat, qui avait dernièrement traité, le Sénégal de pays corrompu, le président Abdoulaye Wade l'admoneste : « Je ne comprends pas pourquoi vous êtes le seul pays, à longueur de journée, à nous traiter de corrompus ! […] D'autres pays, l'Union européenne, la France, l'Arabie saoudite, la Chine, nous donnent des milliards — plus que le demi-milliard [de dollars] que vous nous donnez — mais on ne les entend pas ! Vous, tous les jours, alors que [le programme Millenium challenge corporation] n'a même pas commencé encore, [que] nous sommes déjà des corrompus […] reprenez-le et amenez-le dans des pays où on peut accepter d'être injurié, mais pas ici au Sénégal ! »[11].

### Juin 2010
- Lundi 7 juin 2010 : 17 organisations de femmes,  dont l'Association des femmes de l'Afrique de l'Ouest (Afao), l'Association des femmes juristes sénégalaises et le Conseil sénégalais des femmes (Cosef), dénoncent l'arraisonnement israélien le 31 mai d'une flottille pro-palestinienne à destination de Gaza et demandent « aux Nations unies de prendre des sanctions sévères pour la levée immédiate du blocus de Gaza ».

- Mercredi 9 juin 2010 : Les emprises militaires françaises au Sénégal sont « symboliquement » restituées aux autorités sénégalaises. Selon le ministère français de la Défense : « cette cérémonie marque le point de départ de l’évolution du dispositif français au Sénégal où la France ne conservera plus de base militaire […]' 'En accord avec le Sénégal, la France propose de conserver à Dakar un simple "pôle opérationnel de coopération à vocation régionale", fort d’environ trois cents militaires ». Dakar, avec quelque 1 200 hommes prépositionnés, constituait l'une des trois installations permanentes de l'armée française en Afrique, avec Libreville et Djibouti.

- Vendredi 11 juin 2010 : Le président Abdoulaye Wade obtient le remplacement de l'ambassadeur de France Jean-Christophe Rufin, écrivain, en poste au Sénégal depuis trois ans. Le chef de l'Etat sénégalais avait été particulièrement irrité lorsqu'en décembre 2008, par le contenu critique de télégrammes signés de l'ambassadeur dans lesquels il déconseillait d'accorder une aide financière massive à Dakar, affirmant que signer un pareil chèque sans demander au Sénégal de « réformer profondément son système politique »,  reviendrait à « fournir à un toxicomane la dose qu'il demande, mais qui le conduit un peu plus sûrement vers sa fin »[12].

- Jeudi 24 juin 2010 : Le président Abdoulaye Wade limoge ses ministres de l'Agriculture et des Télécommunications et remanie son gouvernement en nommant plusieurs femmes, portant leur nombre à 12 sur 41 membres du gouvernement, 12 sont à présent des femmes, dont Innocence Ntap, nouvelle ministre du Travail et des organisations professionnelles, Awa Ndiaye, chargée du Genre et des relations avec les associations féminines africaines et étrangères, Aminata Lô, chargée des relations avec les institutions, et Seynabou Ly Mbacké, chargée de entrepreneuriat féminin et de la micro-finance. Le gouvernement reste dirigé par le Premier ministre Souleymane Ndéné Ndiaye, en poste depuis treize mois. Le nouveau ministre de l'Agriculture est Khadim Gueye.

- Samedi 26 juin 2010 : À l'occasion de la Journée mondiale de lutte contre la drogue,  3 tonnes de cannabis, 65 kg de cocaïne et d'autres drogues saisies au cours de 1 926 opérations menées depuis six mois dans la région de Dakar, ont été publiquement incinérés dans le secteur  du Monument de la renaissance africaine à Dakar

### Juillet 2010
- Jeudi 15 juillet 2010 : Les douaniers de Roissy annoncent avoir saisi plus de 330 dents de poissons-scie, une espèce menacée d'extinction et protégée, lors de deux prises de colis, le 22 juin et le 6 juillet,  sur un vol en provenance du Sénégal.

### Août 2010

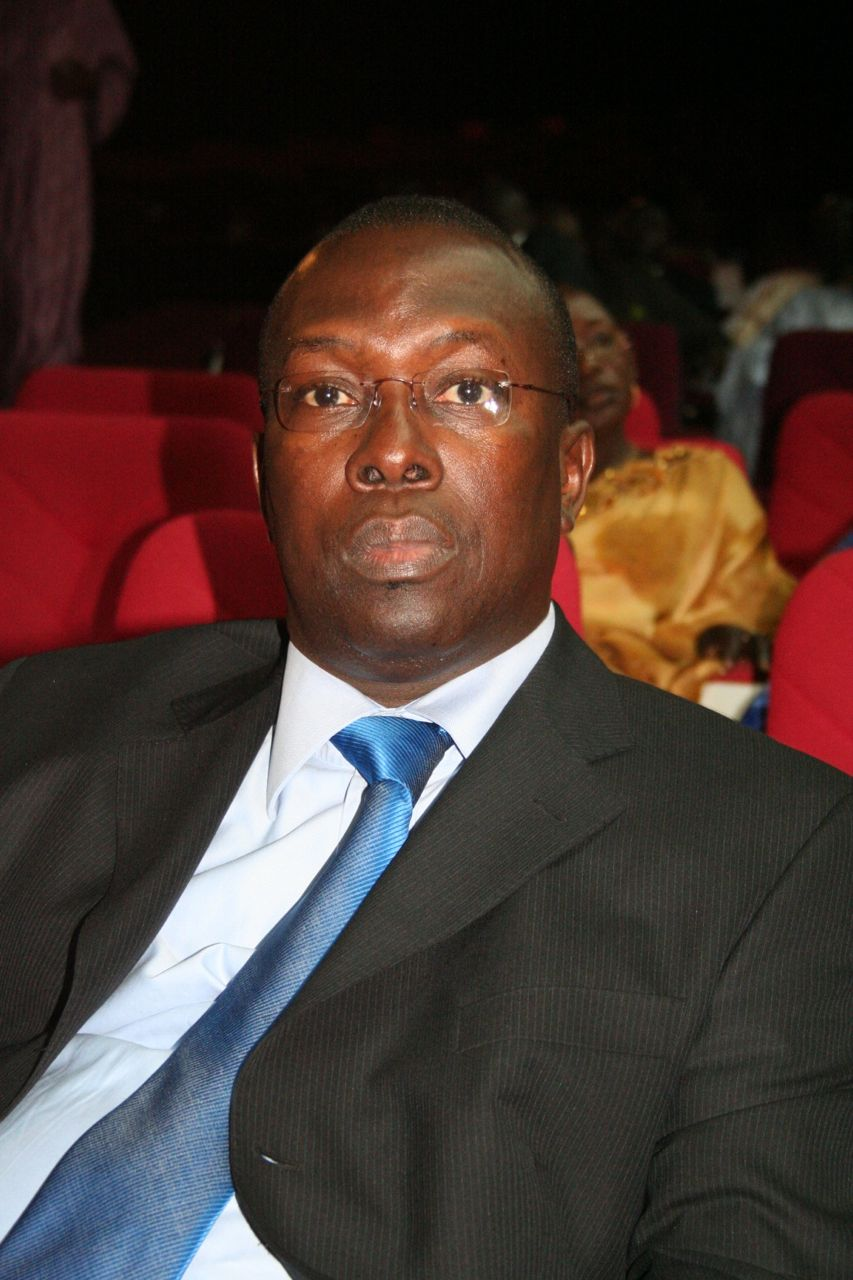
Souleymane Ndéné Ndiaye
(2008)

- Mercredi 25 août 2010 : Le gouvernement décide d'entreprendre«  une lutte efficace contre la mendicité qui est interdite ». Les mendiants sont sommés de  libérer les voies publiques de Dakar et d'aller « demander l'aumône et la charité dans les lieux de culte ». Selon le premier ministre, Souleymane Ndéné Ndiaye : « La mendicité organisée par des réseaux qui font mendier des jeunes qui leur retournent l'argent qu'ils utilisent à d'autres fins, est assimilée à une traite » des êtres humains. De jeunes élèves des écoles coraniques, âgés de 2 à 17 ans, sont présents en nombre dans les rues de la capitale sénégalaise. Il y a deux ans, l'Unicef avait estimé à 8 000 le nombre d'enfants des rues à Dakar. En avril, l'ONG Human Rights Watch a dénoncé la situation : des « dizaines de milliers d’enfants [sont] astreints à la mendicité », trop souvent « exploités et maltraités, soi-disant au nom de la religion »[13].

### Novembre 2010
- Dimanche 14 novembre 2010 : Le ministre de la Justice, Cheikh Tidiane Syannonce, annonce l'ouverture d'une nouvelle information judiciaire sur le naufrage du bateau le « Joola » au large de la Gambie, qui avait fait 1 863 morts le 26 septembre 2002, et qui fait l'objet d'une information judiciaire sur ce dossier parce que le Sénégal ne l'a pas fait. 22 des victimes étaient françaises.  Sept responsables civils et militaires sénégalais sont visés par des mandats d'arrêt internationaux émis par la justice française dans ce dossier. Cette affaire avait été classée en 2003 en faisant valoir que le commandant du navire, seul maître à bord et principal responsable du drame, selon elle, avait péri dans l'accident[14].

- Mardi 16 novembre 2010 : Le journaliste Abdou Latif Coulibaly,directeur de La Gazette, très critique à l'égard du pouvoir, a été condamné à un mois de prison avec sursis par un tribunal de Dakar pour « diffamation » envers un conseiller du président Abdoulaye Wade. Deux autres journalistes, collaborateurs, sont condamnés pour « complicité de diffamation ». L'hebdomadaire La Gazette, avait affirmé que « des étrangers, en association avec des nationaux très haut placés dans les structures de l'État s'étaient partagé 40 millions de dollars » de commissions, en 2007[15].

- Dimanche 28 novembre 2010 : Les habitants de 700 villages de la province de Kolda (sud), annoncent vouloir mettre fin à la pratique de l'excision et aux mariages forcés ou précoces. Plus de 3 000 manifestants se sont rassemblés pour une marche de protestation organisée par l'ONG Tostan, qui milite notamment pour la fin de l'excision, et ont adopté une déclaration sur l'abandon de l'excision et les mariages précoces et forcés dans la région de Kolda. Au Sénégal, quelque 4 500 villages ont déjà mis fin à cette pratique, qui persiste bien qu'elle ait été déclarée illégale il y a une dizaine d'années. Près de 98 % de la population féminine est soumise à l'excision et au mariage précoce à Kolda, où la population est estimée à environ 850 000 personnes[16].

### Décembre 2010
- Vendredi 10 décembre 2010 : Ouverture à Dakar du Festival mondial des arts nègres jusqu'au 31 décembre.

- Dimanche 26 décembre 2010, Casamance : Des accrochages ont eu lieu entre l'armée sénégalaise et des rebelles armés ont eu lieu dans la zone de Bignona. L'armée avait affirmé avoir empêché une série de braquages planifiés par des membres du MFDC (Mouvement des forces démocratiques de Casamance, rébellion indépendantiste) et avoir infligé à ce dernier « de lourdes pertes ».

- Lundi 27 décembre 2010, Casamance : 7 militaires ont été tués dans une embuscade tendue par des rebelles du MFDC dans le village de Boutolate, à 35 km de Ziguinchor.